# جشنواره تادینگیوت
جشنواره تادینگیوت (به برمه‌ای: သီတင်းကျွတ်ပွဲတော်) که به عنوان جشنواره روشنایی میانمار نیز شناخته می‌شود، در روز ماه کامل ماه قمری برمه تادینگیوت برگزار می‌شود.
به عنوان یک رسم، این جشن در پایان سبت بودایی (واسا) برگزار می‌شود و دومین جشنواره محبوب میانمار پس از جشنواره تینگیان (جشنواره آب سال نو) در میانمار است. جشن تادینگیوت جشن استقبال از نزول بودا از بهشت پس از موعظه ابهیدهاما برای مادرش، مایا است که در بهشت دوباره متولد شد.
تادینگیوت، هفتمین ماه تقویم میانمار، پایان سبت بودایی یا واسا است. جشنواره تادینگیوت حداقل به مدت سه روز ادامه دارد: روز قبل از ماه کامل، روز ماه کامل (زمانی که بودا از بهشت نزول می‌کند) و روز بعد از روز ماه کامل.
مادر بودا، مایا، هفت روز پس از به دنیا آمدن بودا درگذشت و سپس در بهشت ترایاستریمسا به عنوان یک دِوا در قالب مرد دوباره متولد شد.
بودا به منظور قدردانی از مقام مادری، برای آموزه‌های ابهیدهاما سه ماه روزه دار و چله نشین بود. هنگامی که او در حال نزول به دنیای فانی بود، ساکرا-دوانام-ایندرا، فرمانروای بهشت ترایاستریمسا، به همه مقدسین و شروران دستور داد تا سه پلکان گرانبها را بسازند. آن پلکان‌ها از طلا، نقره و یاقوت ساخته شده بودند. بودا وسط را با یاقوت گرفت. ناتس‌ها (دوا) از پله‌های طلایی سمت راست و برهماها از پلکان نقره ای سمت چپ آمدند.

## جشن‌ها
بودایی‌ها جشن تادینگیوت را برای استقبال از بودا و شاگردانش با روشن کردن و تزئین خیابان‌ها، خانه‌ها و ساختمان‌های عمومی با لامپ‌ها یا شمع‌های رنگی، که نشان دهنده این سه راه پله هستند، جشن می‌گیرند.
در طول جشنواره تادینگیوت، نمایش‌های موسیقی میانمار، نمایش‌های فیلم رایگان و نمایش صحنه‌ای در بیشتر خیابان‌های سراسر کشور وجود دارد. همچنین تعداد زیادی غرفه مواد غذایی وجود دارد که انواع غذاها، اسباب بازی، ظروف آشپزخانه و سایر اقلام را در مغازه‌های سنتی میانماری به فروش می‌رسانند. گاهی اوقات مردم فقط برای گشت و گذار در آن خیابان‌ها قدم می‌زنند و سرگرم می‌شوند. برخی افراد دوست دارند با ترقه و بادکنک‌های آتشین سرگرم شوند.
در طول روزهای جشنواره، بودایی‌ها معمولاً برای ادای احترام به جواهرات سه‌گانه، احترام به راهبان و نذورات، به بتکده‌ها و صومعه‌ها می‌روند. برخی بودایی‌ها معمولاً در روز ماه کامل روزه می‌گیرند. جوانان معمولاً به والدین، معلمان و خویشاوندان مسن خود احترام می‌گذارند و میوه‌ها و هدایایی دیگر به آنها تقدیم می‌کنند. همچنین در هنگام ادای احترام، جوان ترها معمولاً از اعمال نادرستی که در طول سال بر پدر و مادر یا سایر بستگان سالخورده خود انجام داده‌اند، طلب بخشش می‌کنند.
به‌طور سنتی، بزرگترها به جوانان خود می‌گویند که هر یک از اعمال نادرست آنها را می‌بخشند و به آنها با موفقیت و پول جیبی هدیه می‌دهند. همچنین معمول است که خواهر و برادر کوچکتر به خواهر و برادر بزرگتر خود ادای احترام کنند. در مقابل بزرگترها برایشان آرزوی خوشبختی می‌کنند و مقداری پول توجیبی به آنها می‌دهند.